# UEFA Champions League 2023-2024 (fase a eliminazione diretta)
La fase a eliminazione diretta della UEFA Champions League 2023-2024 si è disputata tra il 13 febbraio 2024 e il 1º giugno 2024. Hanno partecipato a questa fase della competizione 16 club: le due semifinaliste vincenti si sono sfidate nella finale di Londra (Inghilterra).

## Date
Tutti i sorteggi vengono effettuati nel quartier generale dell'UEFA a Nyon (Svizzera).
| Turno            | Sorteggio                       | Andata                                         | Ritorno                                        |
| ---------------- | ------------------------------- | ---------------------------------------------- | ---------------------------------------------- |
| Ottavi di finale | 18 dicembre 2023, ore 12:00 CET | 13-14 e 20-21 febbraio 2024                    | 5-6 marzo e 12-13 marzo 2024                   |
| Quarti di finale | 15 marzo 2024, ore 12:00 CET    | 9-10 aprile 2024                               | 16-17 aprile 2024                              |
| Semifinali       | 15 marzo 2024, ore 12:00 CET    | 30 aprile, 1º maggio 2024                      | 7-8 maggio 2024                                |
| Finale           | 15 marzo 2024, ore 12:00 CET    | 1º giugno 2024 allo stadio di Wembley (Londra) | 1º giugno 2024 allo stadio di Wembley (Londra) |

## Formato
Partecipano alla fase a eliminazione diretta i 16 club che si sono classificati al primo o al secondo posto nei rispettivi gruppi della fase a gironi della UEFA Champions League.
Ogni turno della fase a eliminazione diretta, eccetto la finale, viene disputato in gara doppia (andata e ritorno), in modo che ogni squadra possa giocare una gara in casa. Si qualifica al turno successivo la squadra che nel computo totale realizza più gol. Il 24 giugno 2021, l'UEFA ha approvato l'abolizione della regola dei gol in trasferta, che era stata usata dal 1965. Se al termine delle partite di andata e ritorno le due squadre hanno segnato in totale lo stesso numero di reti, il vincitore non è deciso da chi ha segnato più reti in trasferta, ma dalla disputa dei tempi supplementari. In caso di ulteriore parità, il vincitore è deciso tramite la disputa dei tiri di rigore. Nella finale, giocata in gara secca, se al termine dei tempi regolamentari il punteggio è di parità, si procede con la disputa dei tempi supplementari seguiti, eventualmente, dai tiri di rigore.
Il meccanismo dei sorteggi per ogni turno è il seguente:
- nel sorteggio per gli ottavi di finale, sono "teste di serie" le 8 squadre vincitrici dei gironi di UEFA Champions League, mentre non sono "teste di serie" le 8 seconde di ciascun gruppo. Ogni club della prima fascia ("teste di serie") viene sorteggiato con uno della seconda fascia ("non teste di serie") e ha il diritto di giocare in casa la gara di ritorno. Agli ottavi di finale non possono incontrarsi squadre provenienti dalla stessa federazione o dallo stesso girone di UEFA Champions League;
- a partire dal sorteggio per i quarti di finale in poi, non vi è più alcuna restrizione e possono incontrarsi tra loro anche club della stessa federazione.

## Squadre
| Legenda                                         |
| ----------------------------------------------- |
| Finalisti della UEFA Champions League 2023-2024 |
| Semifinalisti                                   |
| Eliminati ai quarti di finale                   |
| Eliminati agli ottavi di finale                 |

| Squadre             | Coeff   |
| ------------------- | ------- |
| Manchester City     | 145.000 |
| Bayern Monaco       | 136.000 |
| Real Madrid         | 121.000 |
| Paris Saint-Germain | 112.000 |
| Barcellona          | 98.000  |
| Inter               | 96.000  |
| Borussia Dortmund   | 86.000  |
| Atlético Madrid     | 85.000  |

| Squadre       | Coeff  |
| ------------- | ------ |
| RB Lipsia     | 84.000 |
| Napoli        | 81.000 |
| Porto         | 81.000 |
| Arsenal       | 76.000 |
| PSV           | 43.000 |
| Lazio         | 42.000 |
| Copenaghen    | 40.500 |
| Real Sociedad | 33.000 |

## Tabellone
|  | Ottavi di finale      | Ottavi di finale    | Ottavi di finale | Ottavi di finale |       |                     | Quarti di finale | Quarti di finale | Quarti di finale | Quarti di finale |  |                   | Semifinali | Semifinali | Semifinali | Semifinali |                   |   | Finale | Finale |
|  |                       |                     |                  |                  |       |                     |                  |                  |                  |                  |  |                   |            |            |            |            |                   |   |        |        |
|  | Inter                 | 1                   | 1                | 2 (2)            |       |                     |                  |                  |                  |                  |  |                   |            |            |            |            |                   |   |        |        |
|  | Atlético Madrid (dtr) | 0                   | 2                | 2 (3)            |       |                     |                  |                  |                  |                  |  |                   |            |            |            |            |                   |   |        |        |
|  | Atlético Madrid (dtr) | 0                   | 2                | 2 (3)            |       | Atlético Madrid     | 2                | 2                | 4                |                  |  |                   |            |            |            |            |                   |   |        |        |
|  |                       |                     |                  |                  |       | Atlético Madrid     | 2                | 2                | 4                |                  |  |                   |            |            |            |            |                   |   |        |        |
|  |                       | Borussia Dortmund   | 1                | 4                | 5     |                     |                  |                  |                  |                  |  |                   |            |            |            |            |                   |   |        |        |
|  | PSV                   | Borussia Dortmund   | 1                | 4                | 5     | 1                   | 0                | 1                |                  |                  |  |                   |            |            |            |            |                   |   |        |        |
|  | PSV                   |                     |                  |                  |       | 1                   | 0                | 1                |                  |                  |  |                   |            |            |            |            |                   |   |        |        |
|  | Borussia Dortmund     | 1                   | 2                | 3                |       |                     |                  |                  |                  |                  |  |                   |            |            |            |            |                   |   |        |        |
|  | Borussia Dortmund     | 1                   | 2                | 3                |       |                     |                  |                  |                  |                  |  | Borussia Dortmund | 1          | 1          | 2          |            |                   |   |        |        |
|  |                       |                     |                  |                  |       |                     |                  |                  |                  |                  |  | Borussia Dortmund | 1          | 1          | 2          |            |                   |   |        |        |
|  |                       | Paris Saint-Germain | 0                | 0                | 0     |                     |                  |                  |                  |                  |  |                   |            |            |            |            |                   |   |        |        |
|  | Paris Saint-Germain   | Paris Saint-Germain | 0                | 0                | 0     | 2                   | 2                | 4                |                  |                  |  |                   |            |            |            |            |                   |   |        |        |
|  | Paris Saint-Germain   |                     |                  |                  |       | 2                   | 2                | 4                |                  |                  |  |                   |            |            |            |            |                   |   |        |        |
|  | Real Sociedad         | 0                   | 1                | 1                |       |                     |                  |                  |                  |                  |  |                   |            |            |            |            |                   |   |        |        |
|  | Real Sociedad         | 0                   | 1                | 1                |       | Paris Saint-Germain | 2                | 4                | 6                |                  |  |                   |            |            |            |            |                   |   |        |        |
|  |                       |                     |                  |                  |       | Paris Saint-Germain | 2                | 4                | 6                |                  |  |                   |            |            |            |            |                   |   |        |        |
|  |                       | Barcellona          | 3                | 1                | 4     |                     |                  |                  |                  |                  |  |                   |            |            |            |            |                   |   |        |        |
|  | Napoli                | Barcellona          | 3                | 1                | 4     | 1                   | 1                | 2                |                  |                  |  |                   |            |            |            |            |                   |   |        |        |
|  | Napoli                |                     |                  |                  |       | 1                   | 1                | 2                |                  |                  |  |                   |            |            |            |            |                   |   |        |        |
|  | Barcellona            | 1                   | 3                | 4                |       |                     |                  |                  |                  |                  |  |                   |            |            |            |            |                   |   |        |        |
|  | Barcellona            | 1                   | 3                | 4                |       |                     |                  |                  |                  |                  |  |                   |            |            |            |            | Borussia Dortmund | 0 |        |        |
|  |                       |                     |                  |                  |       |                     |                  |                  |                  |                  |  |                   |            |            |            |            |                   | 0 |        |        |
|  |                       | Real Madrid         | 2                |                  |       |                     |                  |                  |                  |                  |  |                   |            |            |            |            |                   |   |        |        |
|  | Porto                 | Real Madrid         | 2                | 1                | 0     | 1 (2)               |                  |                  |                  |                  |  |                   |            |            |            |            |                   |   |        |        |
|  | Porto                 |                     |                  | 1                | 0     | 1 (2)               |                  |                  |                  |                  |  |                   |            |            |            |            |                   |   |        |        |
|  | Arsenal (dtr)         | 0                   | 1                | 1 (4)            |       |                     |                  |                  |                  |                  |  |                   |            |            |            |            |                   |   |        |        |
|  | Arsenal (dtr)         | 0                   | 1                | 1 (4)            |       | Arsenal             | 2                | 0                | 2                |                  |  |                   |            |            |            |            |                   |   |        |        |
|  |                       |                     |                  |                  |       | Arsenal             | 2                | 0                | 2                |                  |  |                   |            |            |            |            |                   |   |        |        |
|  |                       | Bayern Monaco       | 2                | 1                | 3     |                     |                  |                  |                  |                  |  |                   |            |            |            |            |                   |   |        |        |
|  | Lazio                 | Bayern Monaco       | 2                | 1                | 3     | 1                   | 0                | 1                |                  |                  |  |                   |            |            |            |            |                   |   |        |        |
|  | Lazio                 |                     |                  |                  |       | 1                   | 0                | 1                |                  |                  |  |                   |            |            |            |            |                   |   |        |        |
|  | Bayern Monaco         | 0                   | 3                | 3                |       |                     |                  |                  |                  |                  |  |                   |            |            |            |            |                   |   |        |        |
|  | Bayern Monaco         | 0                   | 3                | 3                |       |                     |                  |                  |                  |                  |  | Bayern Monaco     | 2          | 1          | 3          |            |                   |   |        |        |
|  |                       |                     |                  |                  |       |                     |                  |                  |                  |                  |  | Bayern Monaco     | 2          | 1          | 3          |            |                   |   |        |        |
|  |                       | Real Madrid         | 2                | 2                | 4     |                     |                  |                  |                  |                  |  |                   |            |            |            |            |                   |   |        |        |
|  | RB Lipsia             | Real Madrid         | 2                | 2                | 4     | 0                   | 1                | 1                |                  |                  |  |                   |            |            |            |            |                   |   |        |        |
|  | RB Lipsia             |                     |                  |                  |       | 0                   | 1                | 1                |                  |                  |  |                   |            |            |            |            |                   |   |        |        |
|  | Real Madrid           | 1                   | 1                | 2                |       |                     |                  |                  |                  |                  |  |                   |            |            |            |            |                   |   |        |        |
|  | Real Madrid           | 1                   | 1                | 2                |       | Real Madrid (dtr)   | 3                | 1                | 4 (4)            |                  |  |                   |            |            |            |            |                   |   |        |        |
|  |                       |                     |                  |                  |       | Real Madrid (dtr)   | 3                | 1                | 4 (4)            |                  |  |                   |            |            |            |            |                   |   |        |        |
|  |                       | Manchester City     | 3                | 1                | 4 (3) |                     |                  |                  |                  |                  |  |                   |            |            |            |            |                   |   |        |        |
|  | Copenaghen            | Manchester City     | 3                | 1                | 4 (3) | 1                   | 1                | 2                |                  |                  |  |                   |            |            |            |            |                   |   |        |        |
|  | Copenaghen            |                     |                  |                  |       | 1                   | 1                | 2                |                  |                  |  |                   |            |            |            |            |                   |   |        |        |
|  | Manchester City       | 3                   | 3                | 6                |       |                     |                  |                  |                  |                  |  |                   |            |            |            |            |                   |   |        |        |

## Partite

### Ottavi di finale

#### Sorteggio
| Gruppo | Testa di serie    | Non testa di serie  |
| ------ | ----------------- | ------------------- |
| A      | Bayern Monaco     | Copenaghen          |
| B      | Arsenal           | PSV                 |
| C      | Real Madrid       | Napoli              |
| D      | Real Sociedad     | Inter               |
| E      | Atlético Madrid   | Lazio               |
| F      | Borussia Dortmund | Paris Saint-Germain |
| G      | Manchester City   | RB Lipsia           |
| H      | Barcellona        | Porto               |

#### Risultati
| Squadra 1           | Totale          | Squadra 2         | Andata | Ritorno     |
| ------------------- | --------------- | ----------------- | ------ | ----------- |
| Porto               | 1 - 1 (2-4 dtr) | Arsenal           | 1 - 0  | 0 - 1 (dts) |
| Napoli              | 2 - 4           | Barcellona        | 1 - 1  | 1 - 3       |
| Paris Saint-Germain | 4 - 1           | Real Sociedad     | 2 - 0  | 2 - 1       |
| Inter               | 2 - 2 (2-3 dtr) | Atlético Madrid   | 1 - 0  | 1 - 2 (dts) |
| PSV                 | 1 - 3           | Borussia Dortmund | 1 - 1  | 0 - 2       |
| Lazio               | 1 - 3           | Bayern Monaco     | 1 - 0  | 0 - 3       |
| Copenaghen          | 2 - 6           | Manchester City   | 1 - 3  | 1 - 3       |
| RB Lipsia           | 1 - 2           | Real Madrid       | 0 - 1  | 1 - 1       |

##### Andata
| Arbitro: | Irfan Peljto |

|  |           |          |
|  | Marcatori | 48’ Díaz |

| Arbitro: | José María Sánchez Martínez |

|              |           |                                                |
| Mattsson 34’ | Marcatori | 10’ De Bruyne 45+1’ Bernardo Silva 90+2’ Foden |

| Arbitro: | François Letexier |

|                     |           |  |
| Immobile 69’ (rig.) | Marcatori |  |

| Arbitro: | Marco Guida |

|                        |           |  |
| Mbappé 58’ Barcola 70’ | Marcatori |  |

| Arbitro: | István Kovács |

|                |           |  |
| Arnautović 79’ | Marcatori |  |

| Arbitro: | Srđan Jovanović |

|                    |           |           |
| De Jong 56’ (rig.) | Marcatori | 24’ Malen |

| Arbitro: | Serdar Gözübüyük |

|              |           |  |
| Galeno 90+4’ | Marcatori |  |

| Arbitro: | Felix Zwayer |

|             |           |                 |
| Osimhen 75’ | Marcatori | 60’ Lewandowski |

##### Ritorno
| Arbitro: | Slavko Vinčić |

|                            |           |  |
| Kane 38’, 66’ Müller 45+2’ | Marcatori |  |

| Arbitro: | Michael Oliver |

|            |           |                 |
| Merino 89’ | Marcatori | 15’, 56’ Mbappé |

| Arbitro: | Davide Massa |

|              |           |           |
| Vinícius 65’ | Marcatori | 68’ Orban |

| Arbitro: | Espen Eskås |

|                                    |           |                 |
| Akanji 5’ Álvarez 9’ Haaland 45+3’ | Marcatori | 29’ Elyounoussi |

| Arbitro: | Clément Turpin |

|                            |                      |                            |
| Trossard 41’               | Marcatori            |                            |
| Ødegaard Havertz Saka Rice | Tiri di rigore 4 – 2 | Pepê Wendell Grujić Galeno |

| Arbitro: | Danny Makkelie |

|                                       |           |              |
| López 15’ Cancelo 17’ Lewandowski 83’ | Marcatori | 30’ Rrahmani |

| Arbitro: | Szymon Marciniak |

|                            |                      |                                             |
| Griezmann 35’ Depay 87’    | Marcatori            | 33’ Dimarco                                 |
| Depay Saúl Riquelme Correa | Tiri di rigore 3 – 2 | Çalhanoğlu Sánchez Klaassen Acerbi Martínez |

| Arbitro: | Daniele Orsato |

|                      |           |  |
| Sancho 3’ Reus 90+5’ | Marcatori |  |

### Quarti di finale

#### Risultati
| Squadra 1           | Totale          | Squadra 2         | Andata | Ritorno     |
| ------------------- | --------------- | ----------------- | ------ | ----------- |
| Arsenal             | 2 - 3           | Bayern Monaco     | 2 - 2  | 0 - 1       |
| Atlético Madrid     | 4 - 5           | Borussia Dortmund | 2 - 1  | 2 - 4       |
| Real Madrid         | 4 - 4 (4-3 dtr) | Manchester City   | 3 - 3  | 1 - 1 (dts) |
| Paris Saint-Germain | 6 - 4           | Barcellona        | 2 - 3  | 4 - 1       |

##### Andata
| Arbitro: | Glenn Nyberg |

|                       |           |                            |
| Saka 12’ Trossard 76’ | Marcatori | 18’ Gnabry 32’ (rig.) Kane |

| Arbitro: | François Letexier |

|                                          |           |                                          |
| Dias 12’ (aut.) Rodrygo 14’ Valverde 79’ | Marcatori | 2’ Bernardo Silva 66’ Foden 71’ Gvardiol |

| Arbitro: | Marco Guida |

|                     |           |            |
| De Paul 4’ Lino 32’ | Marcatori | 81’ Haller |

| Arbitro: | Anthony Taylor |

|                         |           |                                   |
| Dembélé 48’ Vitinha 51’ | Marcatori | 37’, 62’ Raphinha 77’ Christensen |

##### Ritorno
| Arbitro: | István Kovács |

|              |           |                                                |
| Raphinha 12’ | Marcatori | 40’ Dembélé 54’ Vitinha 61’ (rig.), 89’ Mbappé |

| Arbitro: | Slavko Vinčić |

|                                                  |           |                               |
| Brandt 34’ Maatsen 39’ Füllkrug 71’ Sabitzer 74’ | Marcatori | 49’ (aut.) Hummels 64’ Correa |

| Arbitro: | Daniele Orsato |

|                                              |                      |                                         |
| De Bruyne 76’                                | Marcatori            | 12’ Rodrygo                             |
| Álvarez Bernardo Silva Kovačić Foden Ederson | Tiri di rigore 3 – 4 | Modrić Bellingham Vázquez Nacho Rüdiger |

| Arbitro: | Danny Makkelie |

|             |           |  |
| Kimmich 63’ | Marcatori |  |

### Semifinali

#### Risultati
| Squadra 1         | Totale | Squadra 2           | Andata | Ritorno |
| ----------------- | ------ | ------------------- | ------ | ------- |
| Borussia Dortmund | 2 - 0  | Paris Saint-Germain | 1 - 0  | 1 - 0   |
| Bayern Monaco     | 3 - 4  | Real Madrid         | 2 - 2  | 1 - 2   |

##### Andata
| Arbitro: | Clément Turpin |

|                          |           |                          |
| Sané 53’ Kane 57’ (rig.) | Marcatori | 24’, 83’ (rig.) Vinícius |

| Arbitro: | Anthony Taylor |

|              |           |  |
| Füllkrug 36’ | Marcatori |  |

##### Ritorno
| Arbitro: | Daniele Orsato |

|  |           |             |
|  | Marcatori | 50’ Hummels |

| Arbitro: | Szymon Marciniak |

|                   |           |            |
| Joselu 88’, 90+1’ | Marcatori | 68’ Davies |

### Finale
| Arbitro: | Slavko Vinčić |

|  |           |                           |
|  | Marcatori | 74’ Carvajal 83’ Vinícius |